# Lista siturilor arheologice din județul Călărași - L
Lista siturilor arheologice din județul Călărași - L conține toate siturile arheologice din județul Călărași înscrise în Repertoriul Arheologic Național (RAN) și aflate în localități al căror nume începe cu litera L. RAN este administrat de Ministerul Culturii și Patrimoniului Național și cuprinde date științifice, cartografice, topografice, imagini și planuri, precum și orice alte informații privitoare la zonele cu potențial arheologic, studiate sau nu, încă existente sau dispărute.
Puteți căuta un sit din localitățile care încep cu litera L folosind formularul de mai jos sau puteți naviga prin toate siturile din județ la Lista siturilor arheologice din județul Călărași.
| Cod RAN                                   | Denumire | Localitate                      | Adresă            | Datare                                      | Descoperit                           | Coordonate                                    | Imagine           | Erori            |
| ----------------------------------------- | --- | ------------------------------- | ----------------- | ------------------------------------------- | ------------------------------------ | --------------------------------------------- | ----------------- | ---------------- |
| 104092.01.01 (Cod LMI: CL-I-s-B-14555)    | Așezarea Latene de la Luica - "Sârbi" / ansamblu anonim (Categorie: locuire civilă) (Tip: Așezare)                                  | sat Luica, comuna Luica         | Sârbi             | geto-dacică sec. II - I a. Chr.             |                                      |                                               | Încărcați imagine | Raportați eroare |
| 105730.02.01 (Cod LMI: CL-I-s-B-14557)    | Așezarea Latene de la Lunca - "Pe coastă" / ansamblu anonim (Categorie: locuire civilă) (Tip: Așezare)                              | sat Lunca, comuna Valea Argovei | Pe coastă         | geto-dacică sec. IV - III a.Chr.            | Done Șerbănescu, George Trohani 1972 | 44°20′20″N 26°46′41″E / 44.33894°N 26.77808°E | Încărcați imagine | Raportați eroare |
| 105730.01.01 (Cod LMI: CL-I-m-B-14558.02) | Situl arheologic de la Lunca - "La grădini" / ansamblu anonim (Categorie: locuire civilă) (Tip: Așezare)                            | sat Lunca, comuna Valea Argovei | La grădini        | Boian - Bolintineanu mileniul V a. Chr.     | Done Șerbănescu, George Trohani 1972 | 44°20′57″N 26°46′04″E / 44.34925°N 26.7677°E  | Încărcați imagine | Raportați eroare |
| 105730.01.02 (Cod LMI: CL-I-m-B-14558.01) | Situl arheologic de la Lunca - "La grădini" / ansamblu anonim (Categorie: locuire civilă) (Tip: Necropolă de incinerație)           | sat Lunca, comuna Valea Argovei | La grădini        | Mediaș sec. IX a. Chr.                      | Done Șerbănescu, George Trohani 1972 | 44°20′57″N 26°46′04″E / 44.34925°N 26.7677°E  | Încărcați imagine | Raportați eroare |
| 93860.01.01 (Cod LMI: CL-I-s-B-14554)     | Cimitirul de la Lehliu - "Cimitirul părăsit" / ansamblu anonim(Cimitirul afurisit) (Categorie: descoperire funerară) (Tip: Cimitir) | sat Lehliu, comuna Lehliu       | Cimitirul părăsit | sec. XVIII - XIX                            |                                      | 44°28′24″N 26°49′20″E / 44.47333°N 26.82222°E | Încărcați imagine | Raportați eroare |
| 93860.01.02 (Cod LMI: CL-I-s-B-14554)     | Cimitirul de la Lehliu - "Cimitirul părăsit" / ansamblu anonim(Cimitirul afurisit) (Categorie: descoperire funerară) (Tip: Cimitir) | sat Lehliu, comuna Lehliu       | Cimitirul părăsit | sec. XVIII - XIX                            |                                      | 44°28′24″N 26°49′20″E / 44.47333°N 26.82222°E | Încărcați imagine | Raportați eroare |
| 102883.01.01                              | Așezarea aparținând culturii Boian de la Luptători / ansamblu anonim (Categorie: locuire civilă) (Tip: Așezare)                     | sat Luptători, comuna Frăsinet  |                   | Boian - Vidra                               | Eugen Comșa 1954                     | 44°18′14″N 26°48′59″E / 44.30389°N 26.81639°E | Încărcați imagine | Raportați eroare |
| 105730.03.01                              | Situl arheologic de la Lunca-Ostrov / ansamblu anonim (Categorie: locuire civilă) (Tip: Așezare)                                    | sat Lunca, comuna Valea Argovei | Ostrov            | Coslogeni                                   |                                      | 44°20′28″N 26°46′56″E / 44.34102°N 26.78223°E | Încărcați imagine | Raportați eroare |
| 105730.03.02                              | Situl arheologic de la Lunca-Ostrov / ansamblu anonim (Categorie: locuire civilă) (Tip: Așezare)                                    | sat Lunca, comuna Valea Argovei | Ostrov            | Dridu                                       |                                      | 44°20′28″N 26°46′56″E / 44.34102°N 26.78223°E | Încărcați imagine | Raportați eroare |
| 105730.03.03                              | Situl arheologic de la Lunca-Ostrov / ansamblu anonim (Categorie: locuire civilă) (Tip: Așezare)                                    | sat Lunca, comuna Valea Argovei | Ostrov            | sec. XVI-XVII                               |                                      | 44°20′28″N 26°46′56″E / 44.34102°N 26.78223°E | Încărcați imagine | Raportați eroare |
| 105730.04.01                              | Așezarea Dridu de la Lunca-Vatra satului / ansamblu anonim (Categorie: locuire civilă) (Tip: așezare)                               | sat Lunca, comuna Valea Argovei | Vatra satului     | Dridu                                       |                                      | 44°20′30″N 26°46′10″E / 44.34158°N 26.76933°E | Încărcați imagine | Raportați eroare |
| 105730.05.01                              | Așezarea medievală de la Lunca - "Siliște" / ansamblu anonim (Categorie: locuire civilă) (Tip: așezare)                             | sat Lunca, comuna Valea Argovei | Siliște           |                                             | Done Șerbănescu, George Trohani 1972 | 44°20′59″N 26°45′35″E / 44.34972°N 26.75986°E | Încărcați imagine | Raportați eroare |
| 93860.02.01                               | Așezarea culturii Dridu de la Lehliu / ansamblu anonim (Categorie: locuire civilă) (Tip: Așezare)                                   | sat Lehliu, comuna Lehliu       |                   | Dridu sec. IX - X                           | 2006                                 | 44°28′49″N 26°50′03″E / 44.48028°N 26.83417°E | Încărcați imagine | Raportați eroare |
| 93860.03.01                               | Așezarea de epoca bronzului de la Lehliu - Valea Profira / ansamblu anonim (Categorie: locuire civilă) (Tip: Așezare)               | sat Lehliu, comuna Lehliu       | Valea Profira     | Coslogeni sf. Mil. II î.Hr.                 | 2006                                 | 44°26′24″N 26°47′34″E / 44.44013°N 26.79274°E | Încărcați imagine | Raportați eroare |
| 93860.03.02                               | Așezarea de epoca bronzului de la Lehliu - Valea Profira / ansamblu anonim (Categorie: locuire civilă) (Tip: Așezare)               | sat Lehliu, comuna Lehliu       | Valea Profira     | Dridu sec. IX - X                           | 2006                                 | 44°26′24″N 26°47′34″E / 44.44013°N 26.79274°E | Încărcați imagine | Raportați eroare |
| 93860.04.01                               | Așezarea medievală de la Lehliu / ansamblu anonim (Categorie: locuire civilă) (Tip: Așezare)                                        | sat Lehliu, comuna Lehliu       |                   | sec. XVIII - XIX.                           |                                      | 44°27′23″N 26°48′29″E / 44.45639°N 26.80806°E | Încărcați imagine | Raportați eroare |
| 93860.05.01                               | Așezarea de secol IV p.Chr. de la Lehliu (1) / ansamblu anonim (Categorie: locuire civilă) (Tip: Așezare)                           | sat Lehliu, comuna Lehliu       |                   | Sântana de Mureș - Cerneahov sec. al IV-lea | 2006                                 | 44°27′22″N 26°48′26″E / 44.45611°N 26.80722°E | Încărcați imagine | Raportați eroare |
| 93860.05.02                               | Așezarea de secol IV p.Chr. de la Lehliu (1) / ansamblu anonim (Categorie: locuire civilă) (Tip: Așezare)                           | sat Lehliu, comuna Lehliu       |                   | sec. XVIII - XIX                            | 2006                                 | 44°27′22″N 26°48′26″E / 44.45611°N 26.80722°E | Încărcați imagine | Raportați eroare |
| 93860.06.01                               | Așezarea de secol IV p.Chr. de la Lehliu (2) / ansamblu anonim (Categorie: locuire civilă) (Tip: Așezare)                           | sat Lehliu, comuna Lehliu       |                   | Sântana de Mureș - Cerneahov sec. al IV-lea | 2006                                 | 44°27′30″N 26°48′23″E / 44.45833°N 26.80639°E | Încărcați imagine | Raportați eroare |
| 93860.07.01                               | Așezarea medievală de la Lehliu / ansamblu anonim (Categorie: locuire civilă) (Tip: Așezare)                                        | sat Lehliu, comuna Lehliu       |                   | Sântana de Mureș - Cerneahov sec. al IV-lea | 2006                                 | 44°27′27″N 26°48′13″E / 44.4575°N 26.80361°E  | Încărcați imagine | Raportați eroare |
| 93860.07.02                               | Așezarea medievală de la Lehliu / ansamblu anonim (Categorie: locuire civilă) (Tip: Așezare)                                        | sat Lehliu, comuna Lehliu       |                   |                                             | 2006                                 | 44°27′27″N 26°48′13″E / 44.4575°N 26.80361°E  | Încărcați imagine | Raportați eroare |
| 93860.08.01                               | Așezarea preistorică de la Lehliu / ansamblu anonim (Categorie: locuire civilă) (Tip: Așezare)                                      | sat Lehliu, comuna Lehliu       |                   |                                             | 2006                                 | 44°27′28″N 26°48′18″E / 44.45778°N 26.805°E   | Încărcați imagine | Raportați eroare |
| 93860.08.02                               | Așezarea preistorică de la Lehliu / ansamblu anonim (Categorie: locuire civilă) (Tip: Așezare)                                      | sat Lehliu, comuna Lehliu       |                   |                                             | 2006                                 | 44°27′28″N 26°48′18″E / 44.45778°N 26.805°E   | Încărcați imagine | Raportați eroare |
| 93940.01.01                               | Așezarea din epoca migrațiilor de la Lupșanu / ansamblu anonim (Categorie: așezare) (Tip: Așezare)                                  | sat Lupșanu, comuna Lupșanu     |                   | Sântana de Mureș - Cerneahov sec. IV d.Hr.  | 2007                                 | 44°23′55″N 26°54′39″E / 44.39861°N 26.91083°E | Încărcați imagine | Raportați eroare |
| 93940.02.01                               | Așezarea Coslogeni de la Lupșanu / ansamblu anonim (Categorie: locuire) (Tip: așezare)                                              | sat Lupșanu, comuna Lupșanu     |                   | Coslogeni sf. Mil. II î.Hr.                 |                                      | 44°22′29″N 26°54′28″E / 44.37462°N 26.90783°E | Încărcați imagine | Raportați eroare |